# Amsa (métro de Séoul)
Amsa (en coréen : 소요산역) est la station terminus nord provisoire de la ligne 8 du métro de Séoul. Elle est située, à proximité du fleuve Han, sous l'Olympic-ro, dans l'arrondissement de Gangdong-gu à Séoul en Corée du Sud.
Mise en service en 1999, elle est desservie par les rames de Seoul Metro qui circulent sur la ligne.

## Situation sur le réseau

Plan du réseau (2023)

Établie en souterrain, Amsa est la station terminus nord de la ligne 8, avant la station Cheonho, en direction de la station terminus sud Moran.

## Histoire
La station Amsa, nouveau terminus de la ligne est mise en service le 2 juillet 1999, lors du prolongement depuis la station Jamsil.

## Services aux voyageurs

### Accès et accueil
Située sous l'Olympic-ro, la station dispose de quatre accès de part et d'autre de la voie routière.

### Desserte

Quais et installations
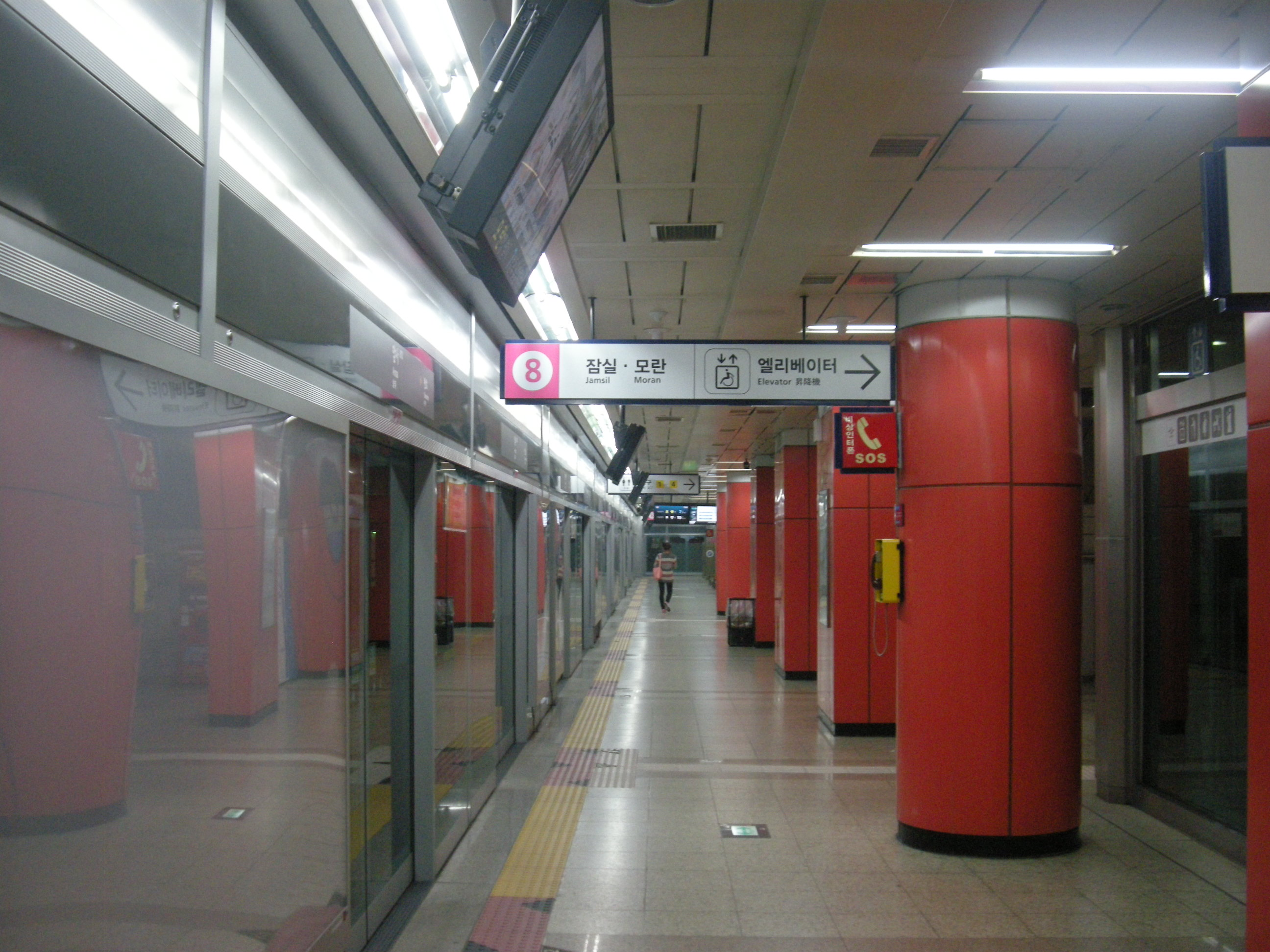
En 2013.
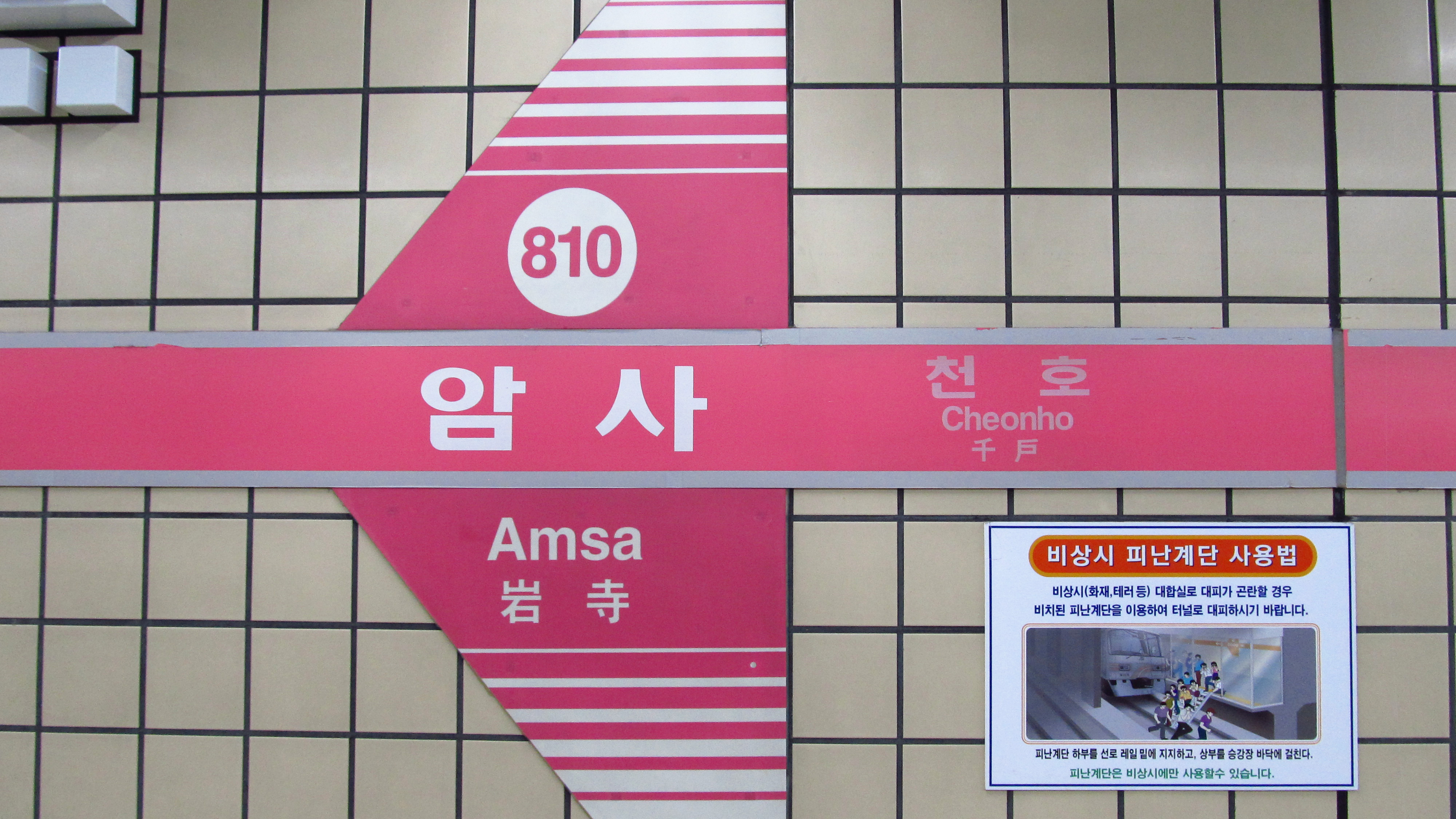
En 2018.
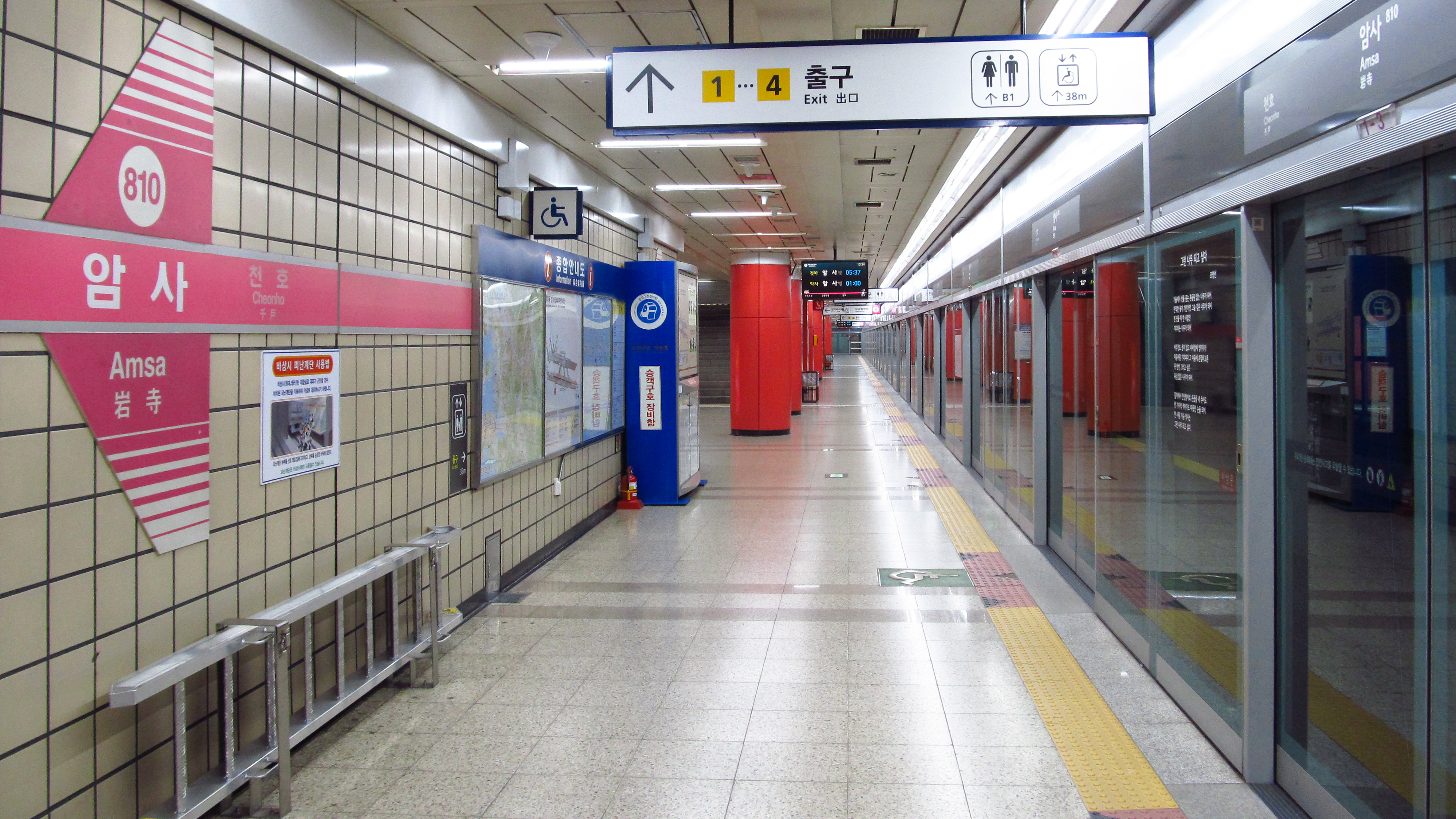
En 2018.

## À proximité
- Han (fleuve en Corée)

## Projets
Le 17 décembre 2015 débute le chantier de prolongement de la ligne jusqu'au futur terminus de Byeolnae. L'ouverture est prévue en juin 2024.